# Ryan Regez
Ryan Regez (* 30. Januar 1993 in Interlaken) ist ein Schweizer Freestyle-Skier. Er startet in der Disziplin Skicross. Sein bisher grösster Erfolg ist der Olympiasieg 2022 sowie der Gewinn des Skicross-Weltcups in der Saison 2021/22.

## Werdegang
Regez ist als schweizerisch-britischer Doppelbürger in Wengen aufgewachsen und ist Mitglied des Skiclubs Wengen.
Am 15. Februar 2014 bestritt Regez sein erstes FIS-Rennen. Er belegte in Watles den 40. Rang. Im Europacup startete er im Januar 2015 in Orcières zum ersten Mal und gewann in der Saison 2015/16 den Gesamtsieg und sicherte sich damit einen Platz im A-Kader.
Im Freestyle-Weltcup debütierte er am 5. Dezember 2015 im Montafon und errang dabei den 58. Platz. Die Saison 2016/17 verlief gut, aber beim zweitletzten Rennen im russischen Sunny Valley stürzte er im 1/8-Final in Führung liegend und zog sich einen Kreuzbandriss zu. Trotzdem belegte er den 30. Schlussrang in dieser Saison und den 136. Platz in der Gesamtwertung. Nach dieser Verletzung startete er in der darauffolgenden Saison wieder im Europacup, den er zum zweiten Mal als Gesamtsieger gewinnen konnte.
Regez gelang am 16. Februar 2019 in Feldberg überraschend der erste Weltcupsieg. Am Tag darauf bestätigte er diesen Sieg mit einem dritten Platz, was ihm in der Saison 2018/19 den 9. Schlussrang mit 267 Punkten einbrachte. Mit einem dritten Platz startete er zum Saisonstart der Saison 2019/20 im französischen Val Thorens. Am 14. Dezember 2019 folgte im Montafon sein zweiter Weltcupsieg, am 25. Januar 2020 in Idre der dritte. Er beendete, als bester Schweizer, die Saison mit dem 2. Platz im Skicross und mit dem 16. im Gesamtweltcup, was sein bisher bestes Ergebnis im Weltcup ist.
Am 7. März 2020 wurde er in Crans-Montana zum ersten Mal Schweizer Meister im Skicross. In einem knappen Rennen siegte er vor Joos Berry und Armin Niederer.
Die Saison 2020/21 beendete er als 7. in der Skicross Gesamtwertung. Die drei letzten Rennen konnte er wegen einer Corona-Erkrankung und einem Handbruch nicht mehr bestreiten. In dieser Saison wurde er dreimal Zweiter. Auch an der Schweizer Meisterschaft in Lenk, wurde er am 6. März 2021 Zweiter.
Nach einem verhaltenen Start in die  Weltcup-Saison 2021/22 mit einem 25., 43., 25. und einem 13. Platz konnte Regez beim 5. Start seinen 4. Weltcupsieg in Innichen feiern. Im schwedischen Idre folgten zwei weitere Siege und die Führung im Weltcup. Als Favorit gewann er am 18. Februar 2022 in Peking olympisches Gold. Mit 53 Punkten Vorsprung konnte er auch die Weltcupwertung vor dem Franzosen Terence Tchiknavorian gewinnen.
In der Saison 2022/23 erlitt er im 3. Weltcuprennen in Arosa einen Kreuzbandriss und konnte daher keine weiteren Rennen mehr beschreiten. Dieses Rennen war auch sein bestes Saisonergebnis.

## Erfolge

### Olympische Spiele
- Peking 2022: 1. Skicross

### Weltmeisterschaften
- Idre 2021: 18. Skicross
- Engadin 2025: 1. Skicross
- Engadin 2025: 1. Skicross Mixed-Team (zusammen mit  Fanny Smith)

### Weltcup
Regez errang im Weltcup bisher 15 Podestplätze, davon 7 Siege:
| Datum             | Ort      | Land        |
| ----------------- | -------- | ----------- |
| 16. Februar 2019  | Feldberg | Deutschland |
| 14. Dezember 2019 | Montafon | Österreich  |
| 25. Januar 2020   | Idre     | Schweden    |
| 19. Dezember 2021 | Innichen | Italien     |
| 22. Januar 2022   | Idre     | Schweden    |
| 23. Januar 2022   | Idre     | Schweden    |
| 8. Februar 2025   | Fassatal | Italien     |

### Weltcupwertungen
| Saison  | Gesamt | Gesamt | Skicross | Skicross |
| Saison  | Platz  | Punkte | Platz    | Punkte   |
| ------- | ------ | ------ | -------- | -------- |
| 2016/17 | 136.   | 8,64   | 30.      | 121      |
| 2018/19 | 44.    | 24,27  | 9.       | 267      |
| 2019/20 | 16.    | 41,27  | 2.       | 454      |
| 2020/21 |        |        | 7.       | 347      |
| 2021/22 |        |        | 1.       | 559      |
| 2022/23 |        |        | 36.      | 54       |
| 2023/24 |        |        | 41.      | 92       |

### Europacup
- Saison 2015/16 Gesamtsieg
- Saison 2017/18 Gesamtsieg
- 19 Podestplätze, davon 11 Siege

### Schweizer Meisterschaft
- 2020 1. Platz
- 2021 2. Platz